# オーレオリシン
オーレオリシン(Aureolysin、EC 3.4.24.29)は、金属プロテアーゼである。Staphylococcus aureus(黄色ブドウ球菌)に存在する。この酵素は、P1'位の疎水性残基の結合を選択的に、インスリンB鎖をテルモリシンと似たようなパターンで切断する反応を触媒する。またS. aureusのグルタミルペプチダーゼを活性化する。